# La familia más loca de Chile
La familia más loca de Chile fue un programa de televisión emitido por Televisión Nacional de Chile y conducido por Julián Elfenbein y José Miguel Viñuela.

## Sinopsis
Programa de entretención, que semana a semana reunirá a dos familias, para saber por medio de diferentes pruebas, cuál de ellas es La más Loca de Chile.

## Modo de competencia
Dos familias se enfrentan entre sí, cada una es representada por los conductores del programa, una por Julián Elfenbein y la otra por José Miguel Viñuela. En la primera parte, las familias tendrán que cumplir pruebas que se les impongan, aunque las pruebas son muy alocadas y las familias deben cumplirlas al pie de la letra, la familia que cumpla mejor se considerará vencedora, aunque es el público el que decide, un público neutral. la familia con más votos podrá ingresar a una mansión improvisada en el mismo estudio, donde podrán sacar cualquier premio que quieran, aunque deben sacar los premios solo con las manos y no pueden sacarlas dándole patadas, además tienen solo dos minutos pero solo entrará uno a la vez, pero eso lo decide la familia ya que pueden escoger si entran tres, uno por uno, o entran tres a la vez, aunque de esta última manera el tiempo solo será de un minuto. La segunda parte tiene el mismo sistema que la primera, aunque las pruebas son distintas y un poco más alocadas. En la tercera parte y final, deberán hacer una prueba mucho más alocada para poder ganar la última parte y final, la familia que resulte vencedora, podrá ingresar a la mansión de la forma uno por uno, solo que esta vez habrá veinte llaves y solo una de ellas abre un vehículo, si la familia acierta la llave en el vehículo y logra abrir la puerta del piloto, podrán quedarse con el vehículo y ser la familia más loca de Chile.

## Primera temporada
La primera temporada comenzó el 17 de octubre de 2013, con las primeras familias "Los Muñoz" contra "Los Fuenzalida", debutando con un índice de audiencia de 14,6 puntos y un peak de 16.
| Episodio | Fecha                          | Familia            | Prueba 1 | Prueba 2 | Prueba 3 | Prueba Final Automóvil |
| -------- | ------------------------------ | ------------------ | -------- | -------- | -------- | ---------------------- |
| 1        | jueves 17 de octubre de 2013   | Los Muñoz          |          |          |          |                        |
| 1        | jueves 17 de octubre de 2013   | Los Fuenzalida     |          |          |          |                        |
| 2        | jueves 24 de octubre de 2013   | Las Flores         |          |          |          |                        |
| 2        | jueves 24 de octubre de 2013   | Los Flores         |          |          |          |                        |
| 3        | jueves 31 de octubre de 2013   | Los Peña           |          |          |          |                        |
| 3        | jueves 31 de octubre de 2013   | Los Aldunate       |          |          |          |                        |
| 4        | Jueves 7 de noviembre de 2013  | Los Madrid         |          |          |          |                        |
| 4        | Jueves 7 de noviembre de 2013  | Los Allendes Lillo |          |          |          |                        |
| 5        | Jueves 14 de noviembre de 2013 | Los Navarretes     |          |          |          |                        |
| 5        | Jueves 14 de noviembre de 2013 | Los Gutiérrez      |          |          |          |                        |
| 6        | Jueves 21 de noviembre de 2013 | Los Merino         |          |          |          |                        |
| 6        | Jueves 21 de noviembre de 2013 | Los Behar          |          |          |          |                        |
| 7        | Jueves 28 de noviembre de 2013 | Los Droguett       |          |          |          |                        |
| 7        | Jueves 28 de noviembre de 2013 | Los Cárcamo        |          |          |          |                        |
| 8        | Jueves 5 de diciembre de 2013  | Los Darcelin       |          |          |          |                        |
| 8        | Jueves 5 de diciembre de 2013  | Los Da Silva       |          |          |          |                        |
| 9        | Jueves 12 de diciembre de 2013 | Los Herrera        |          |          |          |                        |
| 9        | Jueves 12 de diciembre de 2013 | Los Cabezas        |          |          |          |                        |
| 10       | Jueves 19 de diciembre de 2013 | Los Aldunate       |          |          |          |                        |
| 10       | Jueves 19 de diciembre de 2013 | Los Navarrete      |          |          |          |                        |

     Ganadores de la prueba.

     Perdedores de la prueba.

## Recepción
| 1 | Los Fuenzalida luchan en la prueba final                    | 14,6 | [ 3 ]  |
| 2 | Familias más locas y osadas                                 | —    | [ 4 ]  |
| 3 | Los Peña se llevan el auto                                  | —    | [ 5 ]  |
| 4 | El no cumpleaños de Michelle Bachelet y Evelyn Matthei      | —    | [ 6 ]  |
| 5 | Nicolás Larraín y Tito Beltran sufren con insólitas locuras | —    | [ 7 ]  |
| 6 | Tatiana Merino y su familia quieren ser los más locos       | —    | [ 8 ]  |
| 7 | Famosos en aprietos con la familia más loca de Chile        | —    | [ 9 ]  |
| 8 | Duelo de infarto por el auto cero kilómetro                 | —    | [ 10 ] |
| 9 | La Navidad y el estilo zombi se toman el programa           | —    | [ 11 ] |